# Státní oblastní archiv v Třeboni

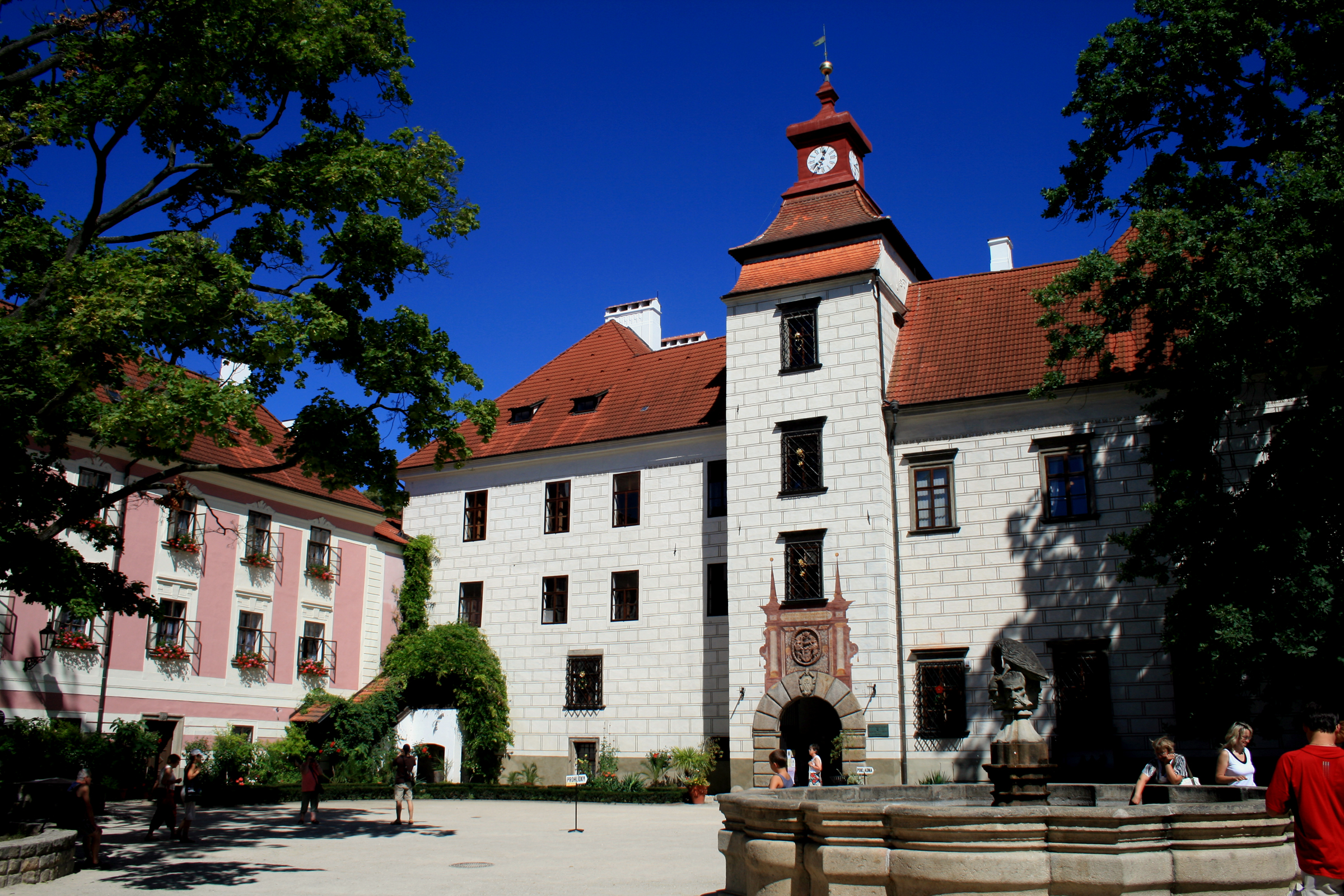
Třeboňský zámek, kde archiv dlouho sídlil a stále zde má depozitáře

Státní oblastní archiv v Třeboni je státní oblastní archiv s působností pro Jihočeský kraj s hlavním sídlem v Třeboni a pobočkami v Českých Budějovicích, Českém Krumlově a dříve v Jindřichově Hradci (Na základě usnesení vlády č. 977/2022 z 30. listopadu 2022 bylo oddělení správy fondů a sbírek Jindřichův Hradec začleněno do Státního okresního archivu Jindřichův Hradec.) . Za rok vzniku archivu je považován rok 1602, kdy vznikl nový rožmberský rodový archiv, když Petr Vok z Rožmberka přesunul rodové sídlo z Českého Krumlova do Třeboně, po Rožmbercích spravovali archiv dlouhou dobu Schwarzenberkové. Depozitář archivu sídlí na rozdíl od ostatních státních oblastních archivů v historické budově (na třeboňském zámku), což s sebou nese řadu nevýhod v oblasti ochrany archiválií. Podstatná část archiválií byla přesunuta z třeboňského zámku do městským úřadem v Třeboni uvolněného západního traktu bývalého Augustiniánského kláštera, archiv byl opět otevřen 1. září 2014.
Mezi nejpodstatnější archivní soubor (je to archivní sbírka) patří Historica (1216–1669) díky velkému rožmberskému významu důležitá k dějinám střední Evropy a od roku 2000 je národní kulturní památkou. Nalézá se v tzv. zámecké Dlouhé chodbě, mezi Masarykovým náměstím a bývalým třeboňským Augustiniánským klášterem, kde i do budoucna zůstane. Tento archivní soubor, stejně jako další materiály (matriční knihy, kroniky, soupisy poddaných nebo sčítací operáty z let 1857–1921...) je on-line přístupný (Digitální archiv SOA v Třeboni)
V roce 1645 zde Bohuslav Balbín znovuobjevil Kristiánovu legendu o "Životě a umučení svatého Václava a jeho babičky svaté Ludmily".
Pod SOA v Třeboni spadá ještě sedm státních okresních archivů.

## Státní okresní archivy
- Státní okresní archiv České Budějovice
- Státní okresní archiv Český Krumlov
- Státní okresní archiv Jindřichův Hradec
- Státní okresní archiv Písek
- Státní okresní archiv Prachatice
- Státní okresní archiv Strakonice
- Státní okresní archiv Tábor